# Attaque de Dioura (2023)
Pour les articles homonymes, voir Attaque de Dioura.
Guerre du Mali
Batailles
L'attaque de Dioura a lieu le 28 septembre 2023 lors de la guerre du Mali.

## Déroulement
Le soir du 28 septembre 2023, le camp militaire de la ville de Dioura (en) est attaqué par les rebelles. L'attaque est rapidement revendiqué par le Cadre stratégique permanent (CSP) et la Coordination des mouvements de l'Azawad (CMA),. Celle-ci affirme avoir pris d'assaut le camp après deux heures de combats. Elle affirme s'être retiré du camp aux alentours de minuit, en emportant du matériel et des munitions. 
D'après RFI, « les photos et vidéos transmises par le CSP des attaques de Bamba et de Dioura montrent en tout cas que les combattants du CSP se sont à chaque fois et sans équivoque rendu maîtres des lieux ». Le Monde indique également que les images diffusées par le CSP confirment la prise du camp.
Le soir du combat, l'armée malienne évoque une « attaque terroriste complexe » et « kamikaze », sans plus de précision,. Elle affirme avoir envoyé des renforts et détruit, au cours de sa riposte, une colonne de véhicules, ce que le CSP dément.

## Pertes
L'armée malienne ne communique aucun bilan sur ce combat.
Le 30 septembre, le CSP publie deux communiqués qui ne s'accordent pas tout à fait sur le bilan. Le premier communiqué, publié par le porte-parole Mohamed Elmaouloud Ramadane, annonce un bilan de 98 militaires maliens tués, des dizaines d'autres blessés et cinq prisonniers, qui sont rapidement relâchés,,. Il affirme également que 19 véhicules ont été capturés et plusieurs autres détruits. Il reconnait sept morts, quelques blessés et un véhicule détruit parmi ses combattants,,.
Un deuxième communiqué, publié par le colonel Moulay Ad Sidi Mola, porte-parole de la cellule d'information et de communication des affaires militaires (CICAM), annonce un bilan de 81 militaires maliens tués, cinq prisonniers, cinq véhicules capturés et quinze autres détruits,. Il reconnait cinq morts et dix blessés parmi ses combattants,.